# Katina Schubert
Katina Schubert, née le 28 décembre 1961 à Heidelberg, est une femme politique allemande. Elle est membre de la Chambre des représentants de Berlin depuis 2016 et présidente de la fédération berlinoise du parti Die Linke. Le 27 février 2021, elle a été élue vice-présidente au congrès fédéral de son parti.

## Prises de position
Début décembre 2007, Katina Schubert a annoncé qu'elle déposait une plainte au pénal contre Wikimedia Allemagne  pour utilisation de symboles "contraires à la Loi fondamentale allemande" dans l'encyclopédie en ligne Wikipédia  Lorsqu'on lui a demandé de quoi il s'agissait, elle a fait référence aux illustrations dans l'article sur les Jeunesses hitlériennes, mais elle est revenue sur sa décision après une brève conversation avec des représentants de Wikipédia,.
En avril 2022, elle prend position contre le syndicat étudiant SOLID, émanation de son propre parti, lorsque celui-ci appel au boycott de l'état d'Israël.
En août 2022, face à la flambée du coût de l'énergie, du fait de la guerre en Ukraine, elle demande une allocation énergie mensuelle de 125 euros par foyer plus 50 euro pour chaque membre du ménage et le plafonnement des prix de l'électricité et du gaz. Le gouvernement allemand préfère finalement baisser temporairement la TVA de 19% à 7% sur le prix du gaz.